# Gezicht op Den Haag vanaf de Delftse vaart in de zeventiende eeuw
Gezicht op Den Haag vanaf de Delftse vaart in de zeventiende eeuw is een tweetal schilderijen van de Nederlandse kunstschilder Cornelis Springer. Het betreft een kleinere studie van 48 × 58 centimeter uit circa 1850 - circa 1852 en een groter werk van 200 × 340 centimeter uit 1852, dat gebruikt werd voor een expositie in Amsterdam ter gelegenheid van de onthulling van een standbeeld van Rembrandt van Rijn op het Rembrandtplein in 1852. Bij de vervaardiging van het grote, definitieve werk werd Springer geassisteerd door zijn oude leermeester Kaspar Karsen, die de trekschuit en de huizenrij voor zijn rekening nam. Beide werken bevinden zich in de collectie van het Rijksmuseum Amsterdam.

## Context
Na jarenlange voorbereidingen werd op 27 mei 1852 door koning Willem III aan de Amsterdamse Botermarkt, thans het Rembrandtplein, het door Louis Royer gemaakte standbeeld van Rembrandt onthuld. Deze plechtige gebeurtenis werd opgeluisterd door tal van feestelijkheden, parades en andere evenementen in de hoofdstad, waaronder een expositie van 28 werken over het leven van Rembrandt en de bloei van de zeventiende eeuw. Deze tentoonstelling vond plaats in de grote Parkzaal aan de Plantage Middenlaan en werd georganiseerd door kunstenaarsvereniging Arti et Amicitiae, waarvan Springer prominent lid was. Het was dan ook niet vreemd dat hij opdracht kreeg om een van de werken te leveren. Hij aanvaardde de uitnodiging en gaf aan een "historieel landschap" te zullen maken, waarmee hij afweek van zijn gebruikelijke thematiek, zijnde voorstellingen van oud-Hollandse binnensteden. Na een kleine voorstudie te hebben gemaakt, schilderde hij in een monumentale afmeting (drie meter veertig breed) zijn definitieve versie van Gezicht op Den Haag vanaf de Delftse vaart in de zeventiende eeuw. Het zou het meest landschappelijk werk uit zijn carrière blijken. Het schilderij is - voor zover bekend - het enige werk van de gelegenheidsexpositie uit 1852 dat bewaard is gebleven.

## Thema
Gezicht op Den Haag vanaf de Delftse vaart in de zeventiende eeuw bevat geen directe verwijzing naar Rembrandt of zijn schilderwerken, maar maakte op de eerder genoemde expositie deel uit van een reeks werken die refereerden aan de vier steden die verband hielden met diens leven: Leiden, Den Haag, Haarlem en Amsterdam. Springers keuze voor het onderwerp zou verband houden met een anekdote van Rembrandt-biograaf Arnold Houbraken: de nog jonge schilder reisde eens te voet van zijn woonplaats Leiden naar Den Haag om daar een schilderij te tonen aan een opdrachtgever, mogelijk Constantijn Huygens. Die reis moet gegaan zijn via de route op het schilderij. Toen hij het werk voor 100 euro had verkocht, was hij zo blij dat hij besloot per koets terug te reizen.

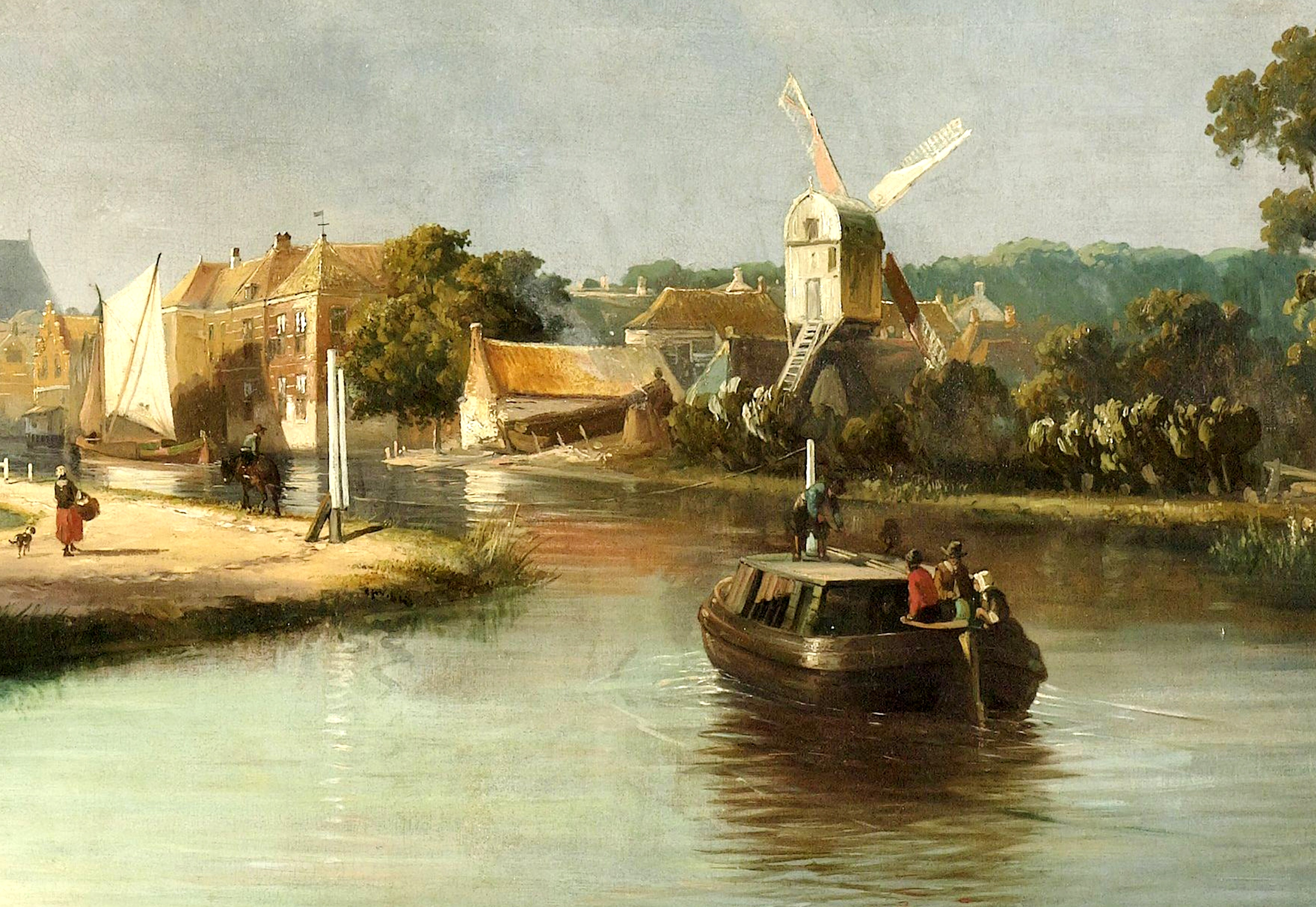
De trekschuit en de huizenrij, geschilderd door Kaspar Karsen

De molens in het werk zouden kunnen refereren aan de - bescheiden - afkomst van Rembrandt, die molenaarszoon was.

## Afbeelding
Springer trachtte in zijn afbeelding als altijd een topografisch precieze weergave te geven, in dit geval van de omgeving bij Den Haag in de zeventiende eeuw. Hij deed dat aan de hand van een oude houtsnede uit 1625, waarvan hij een afdruk in zijn bezit had. Opvallend is dat hij houten wipmolens afbeeldt, kennelijk strevend naar een oud-Hollandse blik. Uit zeventiende-eeuwse werken van onder anderen Jan van Goyen, waarmee merkwaardigerwijs ook Springer bekend moet zijn geweest, blijkt echter dat op deze plek ook toen al stenen poldermolens stonden.
Springer schildert zowel de studie als het uiteindelijke werk in een voor zijn doen opvallend losse toets, waarschijnlijk ook omdat hij zo sneller kon werken. Aan de monumentale eindversie van drie meter veertig breed werkte hij slechts drie maanden. De compositie ontleende hij aan een litho van de Duitse graficus Samuel Prout (1783-1852), die rond 1840 een ook in Nederland populaire litho-bundel uitgaf, waaruit Springer vaker werk kopieerde.. Opmerkelijk is dat het definitieve werk naar verhouding breder is dan de voorstudie. Daardoor ontstond ruimte voor een richting stad varende trekschuit en een uitgebreidere huizenrij, die door zijn leermeester Kaspar Karsen aan het werk werden toegevoegd. Lichtwerking en sfeer van beide werken blijven echter grotendeels gelijk. Qua stijl is het een mengeling tussen realisme en romantiek en doet het denken aan een vroeg werk van de Haagse School.

## Herkomst
De grote, definitieve versie van Gezicht op Den Haag vanaf de Delftse vaart in de zeventiende eeuw werd in 1989 tijdens een veiling bij Sotheby's voor 60.000 pond sterling verworven door het Rijksmuseum, met steun van de Vereniging Rembrandt. Het werd passend geacht binnen de doelstelling van de Vereniging, zijnde "het behoud van Nederlandse kunstschatten". Daarbij wordt het tegenwoordig, hoewel afwijkend in Springers oeuvre (vooral oude binnensteden), vrij algemeen beschouwd als zijn beste werk.
Van de aankoop van het grote schilderij door het Rijksmuseum in 1989 werd bericht in diverse kranten. De huishoudster van Springers hoogbejaarde kleindochter Johanna Hendrika Springer (1892-1990), herkende het werk, want bij haar werkgeefster hing een sterk gelijkend schilderij, zij het van beperkte afmetingen. Het bleek een voorstudie voor het grote werk te zijn, dat altijd binnen de familie was gebleven en waarvan het bestaan tot op dat moment binnen de kunstwereld niet bekend was. Mevrouw Springer schonk deze olieverfschets vervolgens in 1990 aan het museum, omdat ze vond dat het daar het beste op zijn plek was.

## Galerij

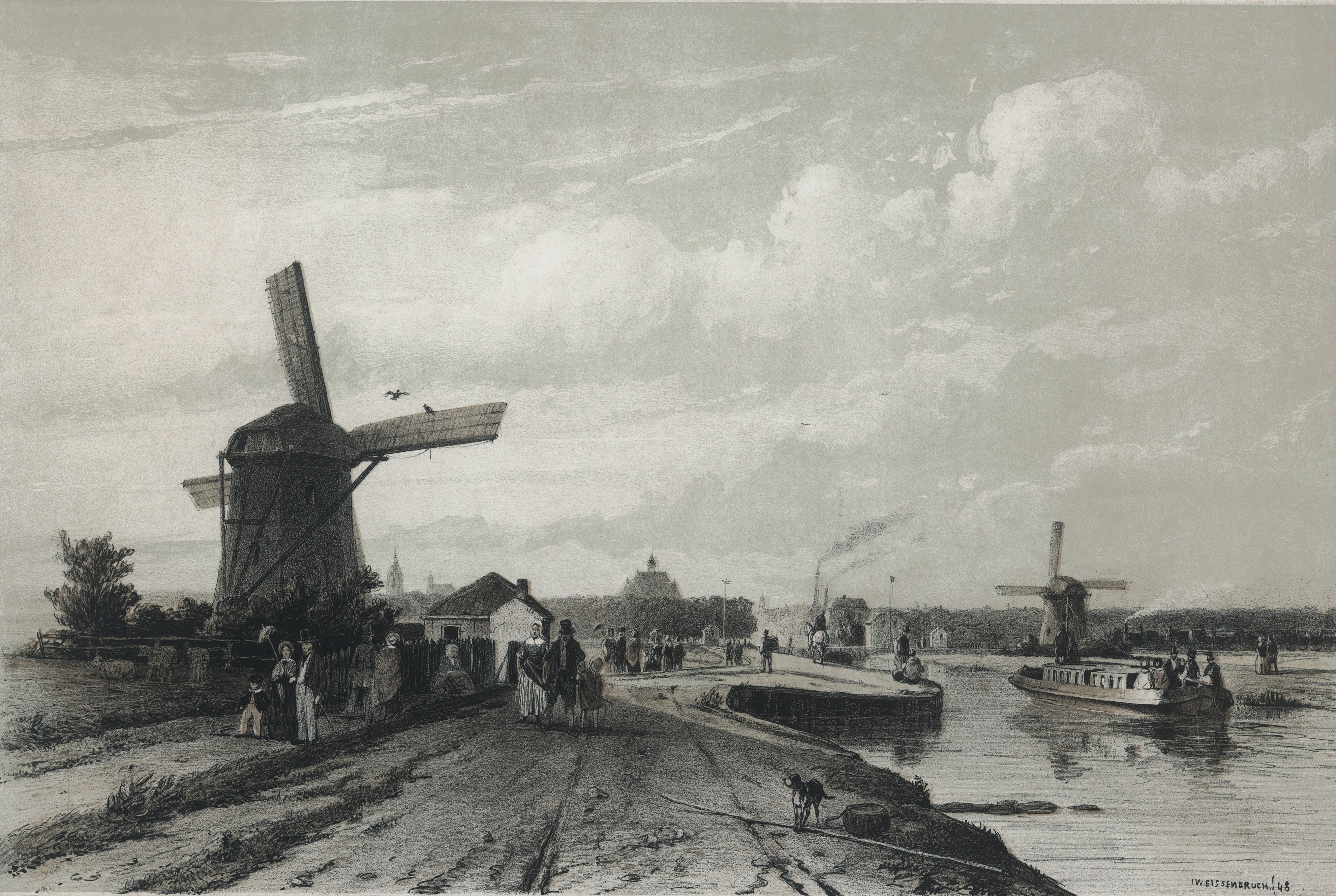
Houtsnede door Jan Weissenbruch uit 1848, naar hetzelfde voorbeeld van Samuel Prout dat ook door Springer werd gebruikt.
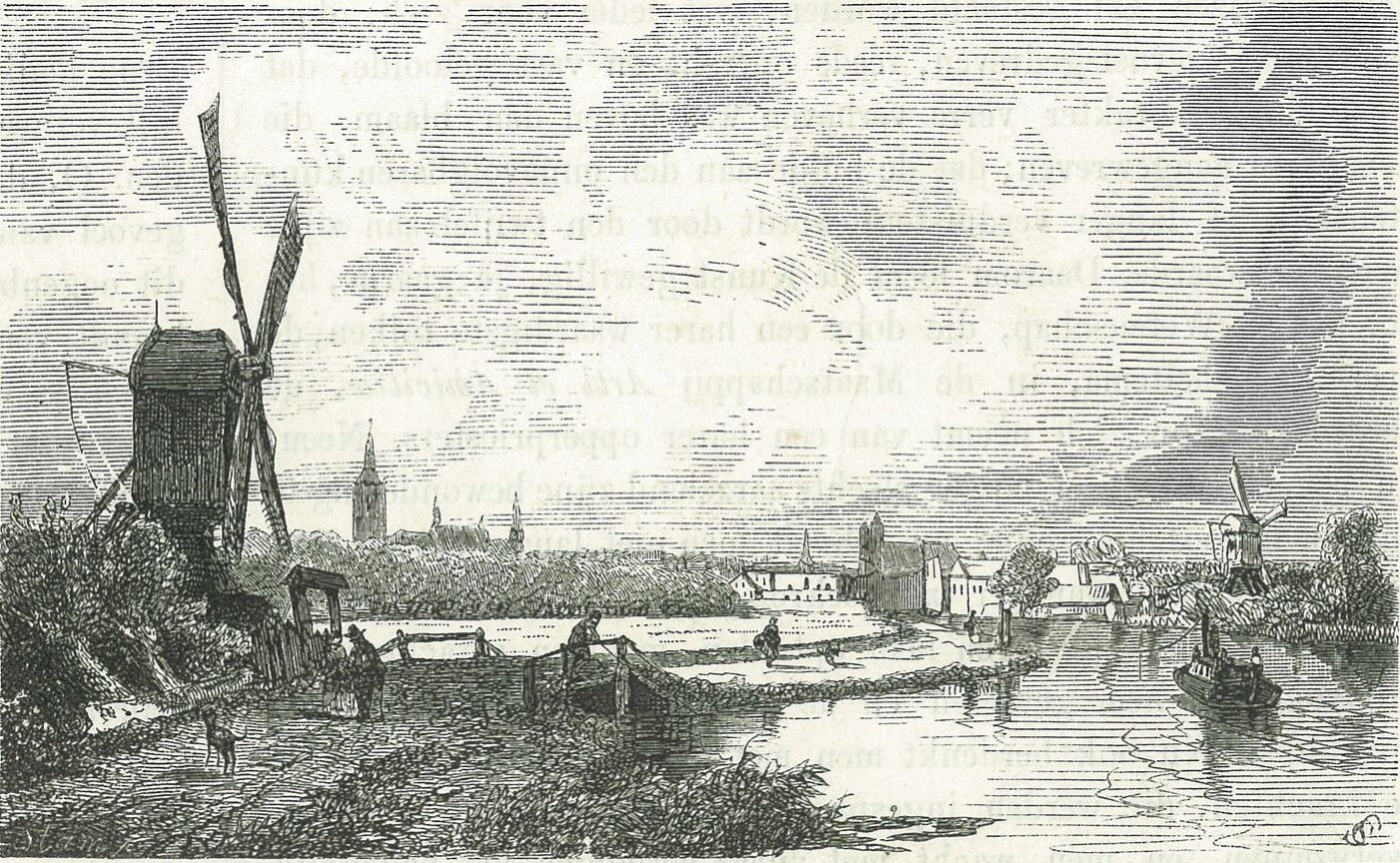
Houtsnede naar Springers schilderij door W.H. Stam voor een overzichtsuitgave van de festiviteiten.
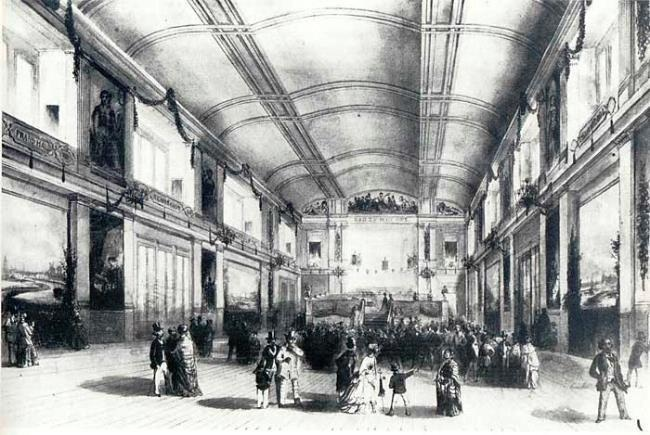
Overzicht van de expositie uit 1852 in de grote Parkzaal aan de Plantage Middenlaan door Paul Tetar van Elven, met links het werk van Springer.